# Юрактау (Буздяцький район)
Юракта́у (рос. Юрактау, башк. Йөрәктау) — присілок у складі Буздяцького району Башкортостану, Росія. Входить до складу Каранської сільської ради.
Населення — 28 осіб (2010; 24 у 2002).
Національний склад:
- башкири — 83 %